# Antonio Bichi
Antonio Bichi (né le 30 mars 1614 à Sienne, alors dans le Grand-duché de Toscane, et mort le 21 février 1691 à Osimo) est un cardinal italien du XVIIe siècle. 
Sa mère est une sœur du pape Alexandre VII. D'autres cardinaux de sa famille sont Metello Bichi (1611), Alessandro Bichi (1633), Carlo Bichi (1690) et Vincenzo Bichi (1731).

## Biographie
Antonio Bichi est internonce en Bourgogne et en Flandre. Il est nommé évêque de Montalcino en 1652 et transféré à Osimo en 1656.
Son oncle, le pape Alexandre VII, le crée cardinal in pectore lors du consistoire du 9 avril 1657. Sa création est publiée le 10 novembre 1659 et il est légat à Urbino de 1662 à 1667.
Le cardinal Bichi participe au conclave de 1667, lors duquel Clément IX est élu pape, et à ceux de 1669-1670 (élection de Clément X), de 1676 (élection d'Innocent IX) et de 1689, mais ne participe pas à celui de 1691.

## Source
- Fiche du cardinal sur le site fiu.edu